# Rumpál (přírodní památka)
Rumpál je přírodní památka v katastrálním území Sklená Huť, jihovýchodně od Přívětic v okrese Rokycany. Chráněné území je v péči Krajského úřadu Plzeňského kraje.

## Předmět ochrany
Předmětem ochrany je jižní svah vrchu Rumpál (639 m n. m.) a nedaleký opuštěný stěnový lom, významné paleontologické naleziště fauny v libeňském souvrství českého ordoviku.